# Enciclopedia del Museo del Prado
La Enciclopedia del Museo del Prado es un proyecto emprendido por la dirección de dicha pinacoteca al alimón con la Fundación Amigos del Museo del Prado. Su objetivo principal, como lo define su página web, es «convertirse en una herramienta fundamental para el estudio y conocimiento tanto de las colecciones como de la historia de la pinacoteca».
La colección está dirigida por el  que fue  director del Prado, Miguel Zugaza, en estrecha colaboración con Francisco Calvo Serraller, exdirigente de la pinacoteca madrileña. 
En su elaboración han participado reconocidos especialistas en la historia del arte. Entre ellos están Valeriano Bozal, Alfonso Pérez Sánchez, Nigel Glendinning, Jonathan Brown, Enriqueta Harris, John Elliott, Felipe Garín Llombart, José Manuel Pita Andrade y Janis Tomlinson.
La versión impresa de la obra fue lanzada en noviembre de 2006, patrocinada por los Fundadores 2000 y la Fundación Caja Madrid. Fue publicada por Tf Editores.
Existe también una versión en Internet, revisada por los mismos expertos que colaboraron en la edición impresa.